# Donald Hoobler

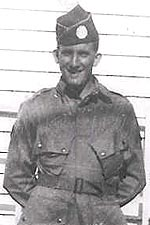
Donald Hoobler

Donald B. "Hoob" Hoobler (Junho de 1923 - 3 de janeiro de 1945) foi um sub-oficial que servia à Guarda Nacional de Ohio 1940-1941 e, posteriormente, serviu com a Companhia Easy, 2º Batalhão, 506º Regimento de Infantaria Pára-quedista, na 101ª Divisão Aerotransportada do Exército dos Estados Unidos durante a Segunda Guerra Mundial. Hoobler foi retratado na minissérie da HBO Band of Brothers por Peter McCabe.

## Início da vida
Hoobler nasceu em junho de 1923, filho de Ralph B.Hoobler e Kathryn (Carrigan) Hoobler em Manchester, Ohio. Ele tinha uma irmã, Mary Kathryn Lane, e um irmão, John R.Hoobler. Ele se formou na Manchester High School, em 1940.

## O serviço militar
Hoobler entrou para a Guarda Nacional de Ohio em 15 de outubro de 1940. Ele foi dispensado em novembro de 1941 e foi enviado para casa de formação em Camp Shelby, localizado no Mississipi, devido à morte de seu pai. Em seguida, ele se alistou no Exército, em 22 de julho de 1942 em Fort Thomas, Kentucky e tornou-se membro da Easy Company.

## II Guerra Mundial
Durante a II Guerra Mundial, serviu a Easy Company, 506º Regimento de Infantaria Pára-quedista, do 2º Batalhão da 101ª Divisão Aerotransportada. Ele participou no Dia D, a Operação Market Garden e da Batalha do Bulge. Em 3 de janeiro de 1945, em Bastogne, o Cabo Hoobler morreu quando sua arma (roubada de um soldado alemão que ele matou) disparou acidentalmente. A bala entrou em sua coxa, cortando uma artéria importante, e ele morreu de perda de sangue.
Hoobler foi enterrado no Cemitério de Manchester ao lado de sua mãe, Kathryn (Carrigan) Hoobler.